# Radosław Popławski
Radosław Popławski (ur. 16 stycznia 1983 w Nowej Soli) – polski lekkoatleta, specjalizujący się w biegach z przeszkodami. 

## Osiągnięcia
Zawodnik klubu Astra Nowa Sól. Szósty zawodnik ME 2006 w Göteborgu w biegu na 3000 metrów z przeszkodami. Finalista olimpijski z Aten (2004 - 12. miejsce z czasem 8:17,32 s.). Mistrz Europy juniorów z 2001 (8:46,36 s.), złoty (2005 - 8:32,61 s.) i srebrny (2003 - 8:27,95 s.) medalista młodzieżowych mistrzostw Europy. 2-krotnie drugi podczas superligi Pucharu Europy: 2003 – 8:29,70 s., 2005 – 8:20,48 s. 2-krotny mistrz Polski w biegu na 5000 m (2003 & 2005), 2-krotny halowy mistrz Polski w biegu na 3000 m (2003 i 2005). Obecnym trenerem zawodnika jest Władysław Kłoczaniuk.
W czerwcu 2008, po wypełnieniu minimum na igrzyska olimpijskie w Pekinie, Popławski doznał poważnych obrażeń w wypadku samochodowym, które wykluczyły go z udziału w tych zawodach.

## Rekordy życiowe
- bieg na 1500 metrów – 3:41,05 s. (2005)
- bieg na 3000 metrów (hala) – 7:57,51 s. (2005)
- bieg na 5000 metrów – 13:46,80 s. (2005)
- bieg na 10 000 metrów – 29:04,89 s. (2006)
- bieg na 3000 metrów z przeszkodami – 8:17,32 s. (24 sierpnia 2004, Ateny) – 8. wynik w historii polskiej lekkoatletyki[2]